# Tuberculatus paiki
Tuberculatus paiki är en insektsart. Tuberculatus paiki ingår i släktet Tuberculatus och familjen långrörsbladlöss. Inga underarter finns listade i Catalogue of Life.